# Nouzové očkování
Nouzové očkování je termín, kterým se označuje očkování jedinců v případě propuknutí ohniska infekční nemoci a hrozí-li její další šíření. Pojem se týká především veterinární medicíny než humánního lékařství. Nouzová vakcinace se provádí při výskytu ohniska nebezpečné nákazy listu A nebo listu B OIE a hrozí-li její šíření a povoluje ji vždy Státní veterinární správa. Vakcinace se provádí ve vymezeném územním pásu kolem ohniska, nebo podél hranic nebo na celém území státu (např. nouzová vakcinace v případě katarální horečky ovcí).